# Open Sound System
Open Sound System (OSS) är en ljuddrivrutin för Unix-miljöer som är utvecklad av 4Front Technologies.